# Gudrun Høie
Gudrun Annette Høie (ur. 13 lipca 1970) – norweska zapaśniczka walcząca w stylu wolnym. Złota medalistka mistrzostw świata w 1989, 1990, 1993 i 1998; druga w 1991; trzecia w 1999; piąta w 1987. Medalistka mistrzostw Europy w 2000 i 2002. Triumfatorka mistrzostw nordyckich w 1990. Mistrzyni świata juniorów w 1988 roku.
Zdobyła trzynaście tytułów mistrzyni Norwegii w latach 1988−1991, 1998−2000, 2002, 2003, 2005, 2008−2010; druga w 1987 i 1993 roku.